# Nikola Špirić
Nikola Špirić (en serbio cirílico Никола Шпирић; Drvar, 4 de septiembre de 1956) es un político y profesor bosnio de etnia serbia, que fue Presidente del Consejo de Ministros de Bosnia y Herzegovina entre 2007 y 2012. Pertenece a la Alianza de Socialdemócratas Independientes (SNSD).

## Biografía

### Juventud y formación
Špirić cursó estudios primarios en Drvar, secundarios en Sarajevo y universitarios en la Universidad de Sarajevo, donde en 1979 se licenció en Economía. Al año siguiente, comenzó a trabajar como asistente de investigación en el Instituto Económico de Sarajevo. En 1982 obtuvo un máster en Economía por la Universidad de Sarajevo. Desde 1992 es profesor del Departamento de Teoría, Análisis y Política Económica de la Facultad de Economía de la Universidad de Bania Luka.

### Actividad política
Špirić entró en política en 1993, cuando se afilió al Partido Radical Serbio, del que fue presidente del Comité Ejecutivo. En 1997, tras la guerra, fundó el Partido Democrático de Bania Luka y Krajina, pero en las elecciones generales de 1998 se postuló como candidato del Partido Democrático Serbio (SDS) y obtuvo un mandato de dos años en la Asamblea Parlamentaria de Bosnia y Herzegovina. En junio de 2000 fue nombrado Viceministro de Derechos Humanos y Refugiados en el Consejo de Ministros de Bosnia y Herzegovina.
Tras las elecciones parlamentarias de 2000, ingresó a la Cámara de los Pueblos como candidato del Partido del Progreso Democrático (PDP), donde permaneció hasta 2002. Mientras ejercía este cargo se unió a la Alianza de Socialdemócratas Independientes (SNSD), por la que fue candidato en las elecciones generales de 2002, y revalidó su escaño en el parlamento. Fue Presidente de la Cámara de los Pueblos entre 2002 y 2003, y de la Cámara de Representantes entre 2003 y 2004 y entre 2005 y 2006.
Tras las elecciones generales de 2006, fue reelegido a la Cámara de Representantes, pero renunció al cargo de diputado para ser nombrado presidente del Consejo de Ministros de Bosnia y Herzegovina.

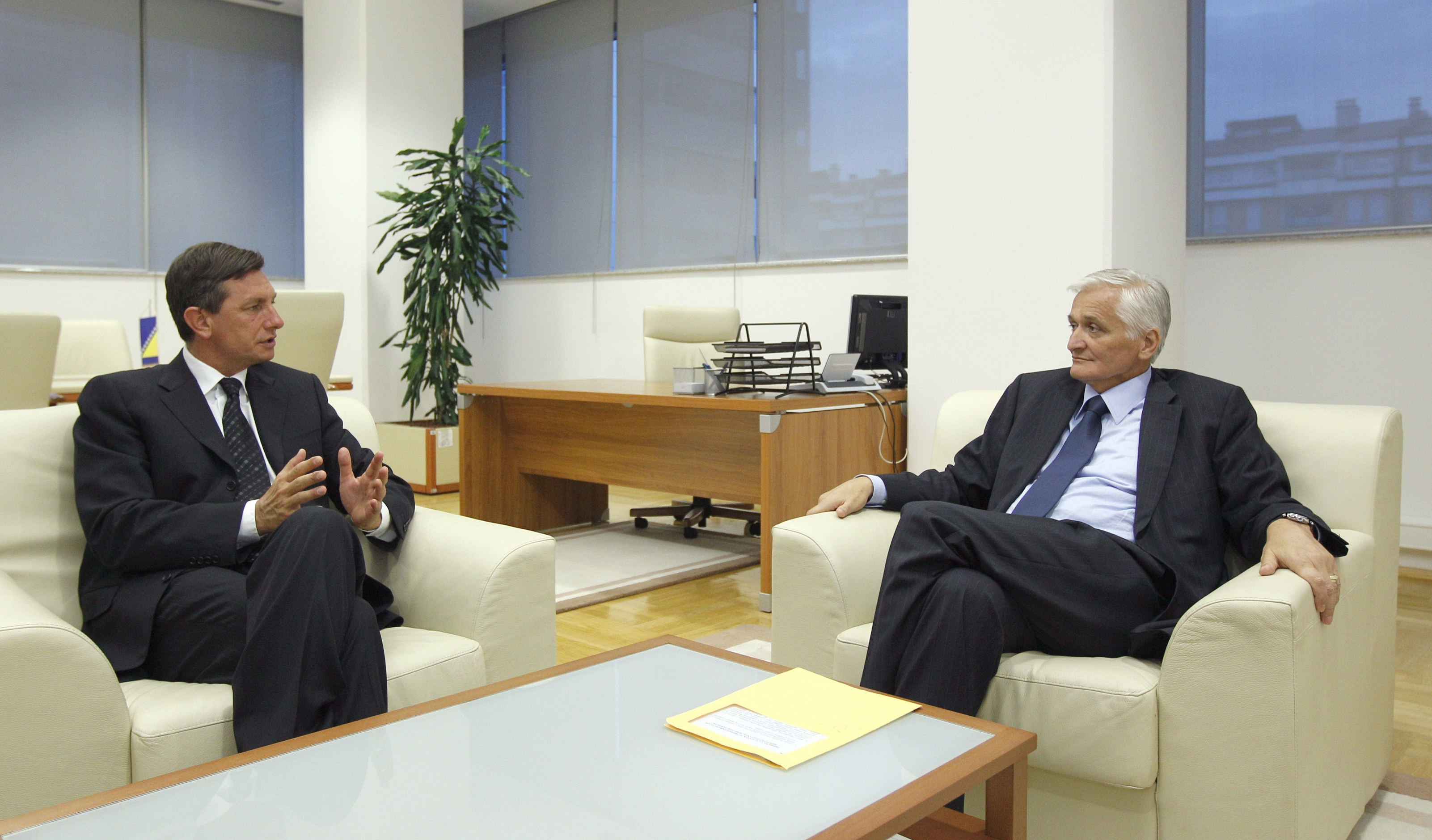
Encuentro de Špirić con el primer ministro esloveno Borut Pahor (27 de julio de 2010).

Fue elegido Presidente del Consejo de Ministros el 4 de enero de 2007 y tomó posesión de su cargo el 11 de enero de aquel mismo año. El 1 de noviembre de 2007 presentó su dimisión en protesta por los planes de reforma del Alto Representante para Bosnia y Herzegovina, Miroslav Lajčák. En opinión de Špirić, estas reformas reducirían la influencia de la población serbia de Bosnia a nivel estatal. Algunos observadores la consideraron la crisis más grave desde el final de la guerra de Bosnia.
Una vez resuelta la crisis, Nikola Špirić fue propuesto de nuevo para el cargo de Presidente el 10 de diciembre de 2007. Fue confirmado por la Presidencia de Bosnia y Herzegovina el 27 de diciembre y por el Parlamento un día después. En 2012 le sucedió en el cargo Vjekoslav Bevanda. De enero de 2012 a marzo de 2015 fue Ministro de Hacienda en el gobierno de Vjekoslav Bevanda.
Desde el 25 de febrero de 2019 es de nuevo miembro de la Cámara de los Pueblos, la otra cámara de la Asamblea Parlamentaria.

### Vida personal
Nikola Špirić está casado con Nada Špirić (nacida Naida Salković), una bosníaca de Tuzla, con la que tiene dos hijos, Jovana y Aleksandar.